# ペリー・クリスティー
ペリー・グラッドストン・クリスティー（英語: Perry Gladstone Christie、1943年8月21日 - ）は、バハマの政治家。同国首相を2度務めた。

## 経歴
もとは陸上競技選手であった。2002年より同国首相を務めたが、2007年5月の総選挙でクリスティー率いる進歩自由党 (PLP) の獲得議席は自由国民運動 (FNM) の23議席に対して18議席に留まり、クリスティーはFNM代表のヒューバート・イングラハムに電話で敗北を認めた。これによって新しくFNM政権が発足すると、クリスティーは野党の公式代表になった。
2009年11月の年次総会で行われた党代表選挙では80%以上を得票し、バーナード・ノッテージ博士に圧倒的な差をつけて再選を果たした。クリスティーは国民健康保険や都市の再開発、住宅ローンの救済を行い、選挙日に関する憲法改正や選挙改革を推進した。
2012年5月7日、バハマの首相に再選された。2017年5月10日の総選挙で自由国民運動に大敗し、首相を退任。